# Дніпрорудне (станція)
Дніпрору́дне (також, Дніпрорудна) — вантажна залізнична станція 2-го класу Запорізької дирекції Придніпровської залізниці на неелектрифікованій лінії Українська — Каховське Море між станціями Українська (19 км) та Мала Білозерка (9 км). Розташована біля села Тимошівка Василівського району Запорізької області. 
Станція обслуговує Запорізький залізорудний комбінат. 

## Пасажирське сполучення
Регулярне пасажирське сполучення по станції Дніпрорудне не здійснюється. 
Найближчі залізничні станції, де здійснюється приміське сполучення:
- Каховське Море (на приміські поїзди Енергодар — Запоріжжя);
- Українська (на приміські поїзди Нововесела — Херсон; до 18 березня 2020 року курсував поїзд

Нововесела — Федорівка — Мелітополь, який скасований на невизначений термін).